# Elektrische scheidingslas

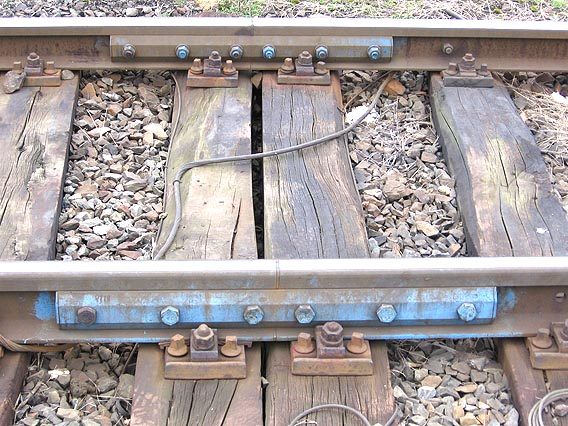
Een gelijmde elektrische scheidingslas.

Een elektrische scheidingslas (ES-las), isolatielas of lijmlas is een verbinding tussen aansluitende spoorstaven die de spoorstaven elektrisch van elkaar isoleert. In spoorwegjargon is een 'las' een verbinding tussen aansluitende spoorstaven.

## Toepassing
Een elektrische scheidingslas is een belangrijk onderdeel van de spoorwegbeveiliging. Met een elektrische scheidingslas worden spoorsecties van elkaar gescheiden. In elke sectie wordt een spoorstroomloop aangebracht. Bij het passeren van een trein wordt de spoorstroomloop kortgesloten en zo wordt gedetecteerd of er een trein in de sectie aanwezig is. Zo kunnen treinen van sectie tot sectie worden gevolgd en ontstaat een overzicht van waar treinen zich bevinden.

## Uitvoeringen
De twee meestvoorkomende uitvoeringen zijn:
- De geconstrueerde elektrische scheidingslas. In de voeg tussen de spoorstaven wordt een kunststof plaatje van zes millimeter geplaatst. De verbindingsplaten die de spoorstaven bij elkaar houden, lasplaten, hebben aan de zijde waarmee ze tegen de spoorstaaf zijn geplaatst een isolerende voering, zodat ook de lasplaten geen stroom van de ene spoorstaaf op de andere over kunnen brengen. De lasbouten zijn geïsoleerd van de lasplaten. Geconstrueerde isolatielassen kunnen geen grote druk- en trekkrachten opnemen.
- De gelijmde elektrische scheidingslas of lijmlas. Op de voeringen na zijn deze verbinding net zo uitgevoerd als de geconstrueerde isolatielas. De lasplaten zijn echter van de spoorstaven geïsoleerd met een kunststoflijm. De lijmlas is in staat om de trek- en drukkrachten in voegloos spoor te weerstaan. Deze krachten treden op door verschillen in de buitentemperatuur. Dat gaat dan om vele tientallen tonnen. Deze lassen worden zowel ter plaatse gemaakt, als in een fabriek. Aan beide zijden van de elektrische scheidingslas worden dan enkele meters spoorstaaf meegeleverd. Deze geprefabriceerde elektrische scheidingslassen plus de enkele meters spoorstaaf worden dan later in het spoor geplaatst en vastgelast.[1]

## Verwijzingen
1. ↑  Prof.dr.ir. C. Esveld, Geometrisch en constructief ontwerp van wegen en spoorwegen, Deel D: Constructief ontwerp van spoorwegen (pdf) bladzijde 33 (september 2005). Gearchiveerd op 1 april 2022.